# カルロス・マリア・エスキベル
カルロス・マリア・エスキベル（Carlos María Esquivel y Rivas、1830年3月25日 - 1867年7月20日）はスペインの画家である。

## 略歴
セビリアで生まれた。父親のアントニオ・マリア・エスキベルは1843年に宮廷画家になった画家である。弟に画家のヴィセンテ・エスキベル (Vicente Esquivel:c.1840-1900)がいる。
カルロス・マリア・エスキベルが生まれて間もなく家族とマドリードに移った。父親の工房で絵を学び、王立サン・フェルナンド美術アカデミーで学び、奨学金を得て、パリに留学し、歴史画家、肖像画家のレオン・コニエのもとで学んだ。1856年にスペインの全国展(Exposición nacional)に歴史画を出展し2等のメダルを受賞した。1857年に父親が亡くなると、父親が務めていた王立サン・フェルナンド美術アカデミーの解剖学の教授を地位を継いだ。1858年と1859年にエドゥアルド・ロサレスとローマを訪れた。1860年の全国展では3等のメダルを受賞した。プラド美術館の館長、ホセ・デ・マドラーソが企画し、多くの画家がスペインの歴代国王の肖像画を制作するプロジェクトでは7世紀のエギカ王や8世紀のテウディス、6世紀のファビラ、5世紀のアラリック2世、12世紀のアルフォンソ8世を描いた。
1867年に37歳でマドリードで没した。

## 作品

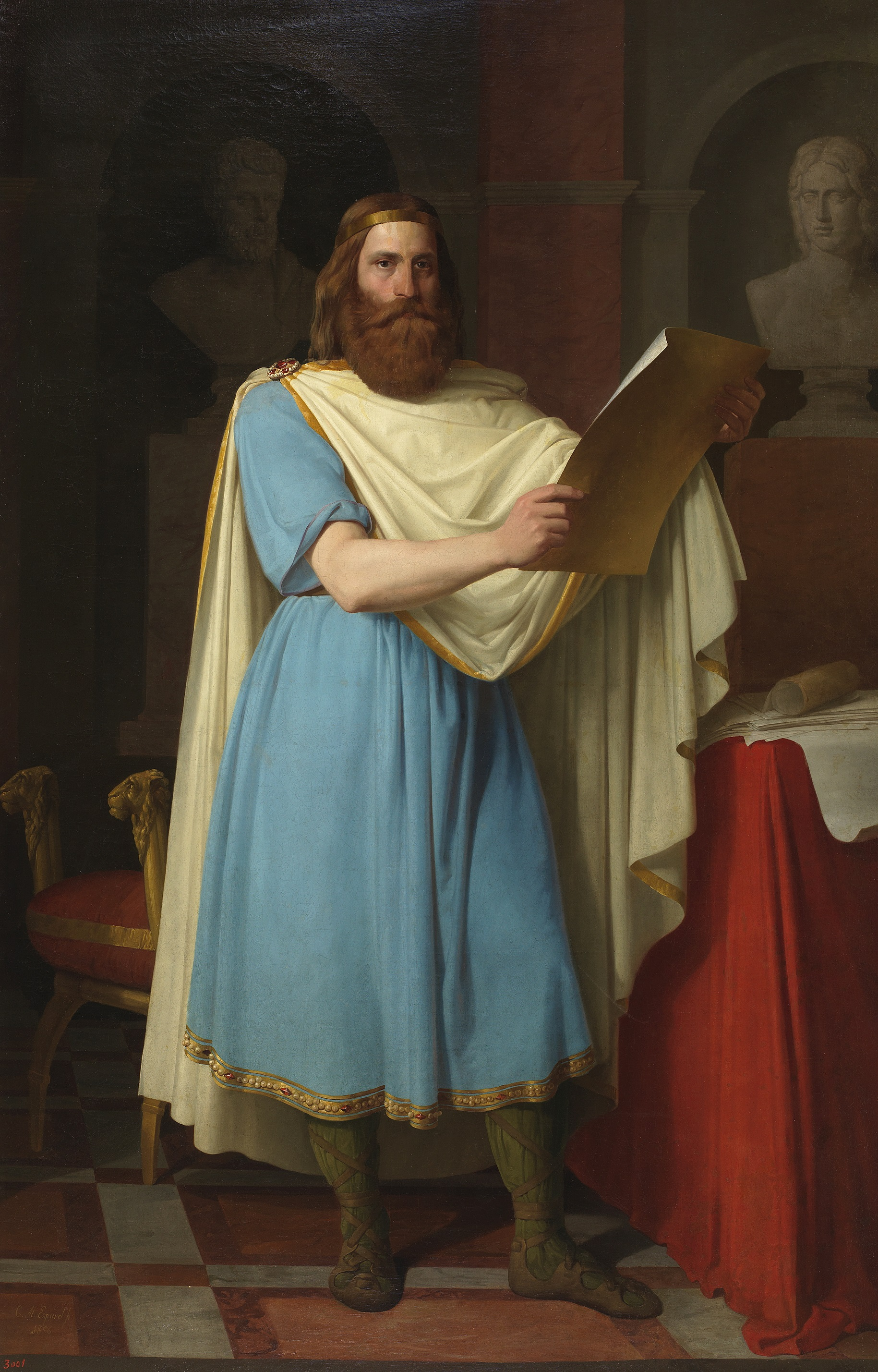
アラリック2世
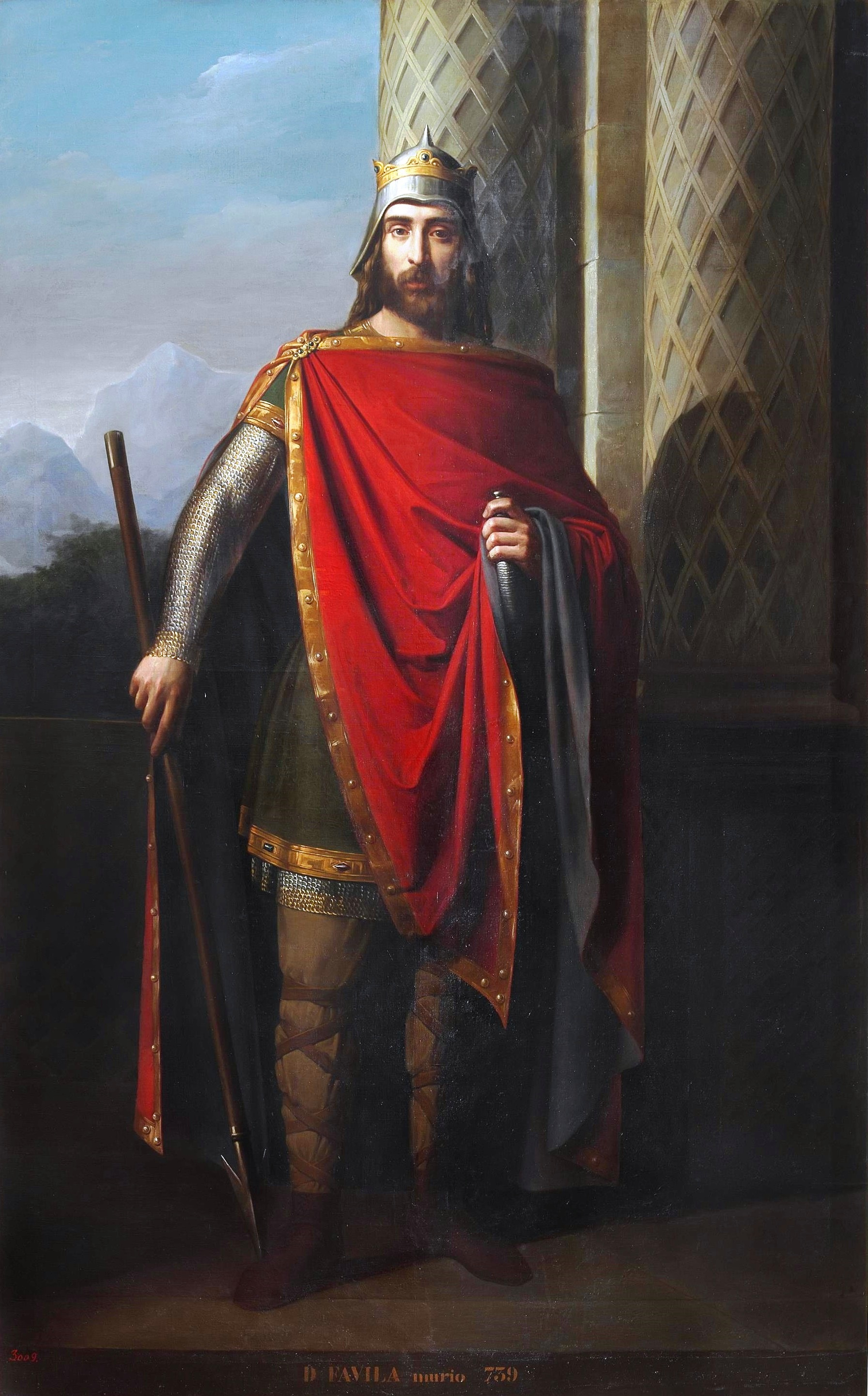
ファビラ
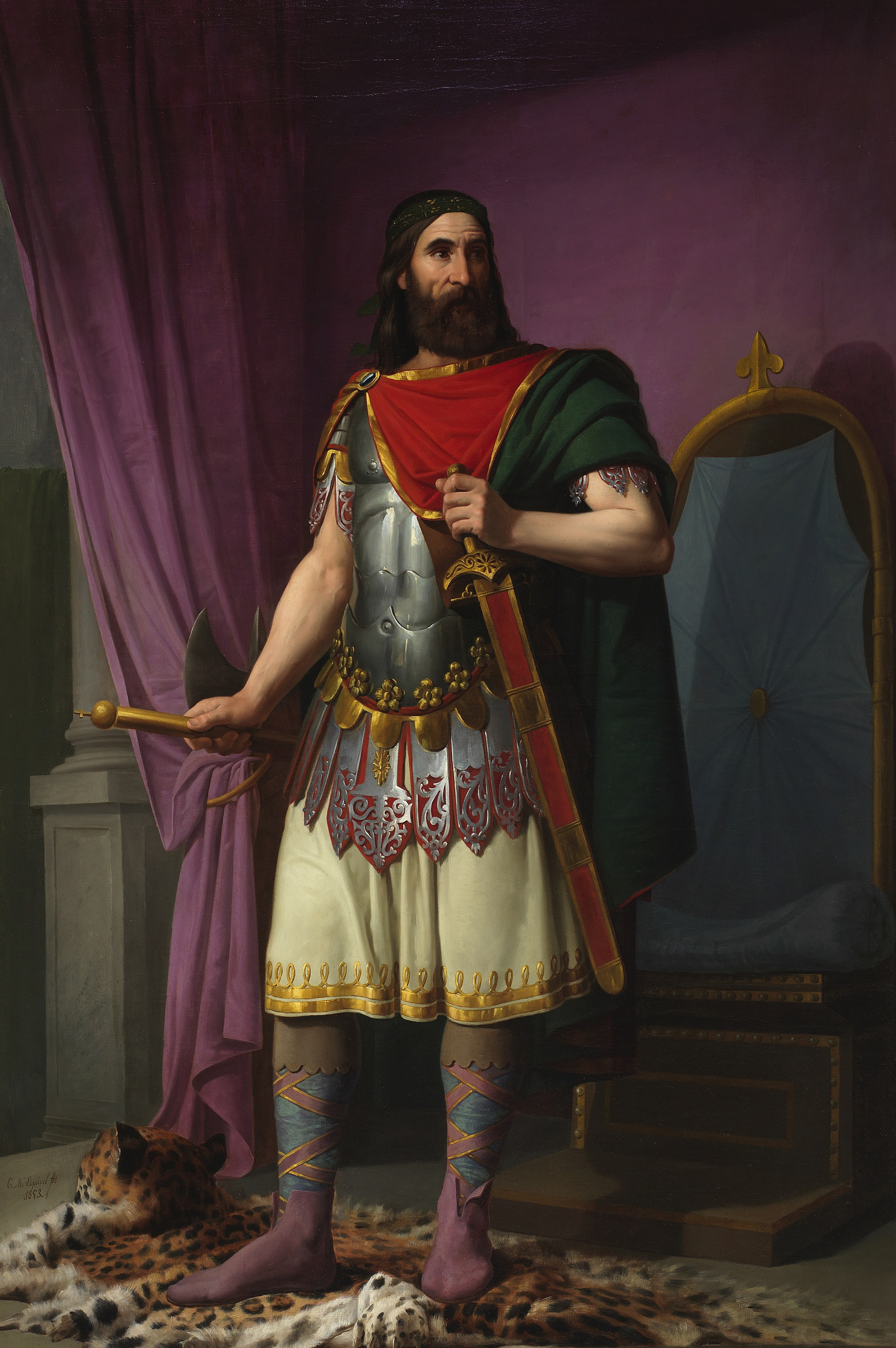
エギカ王
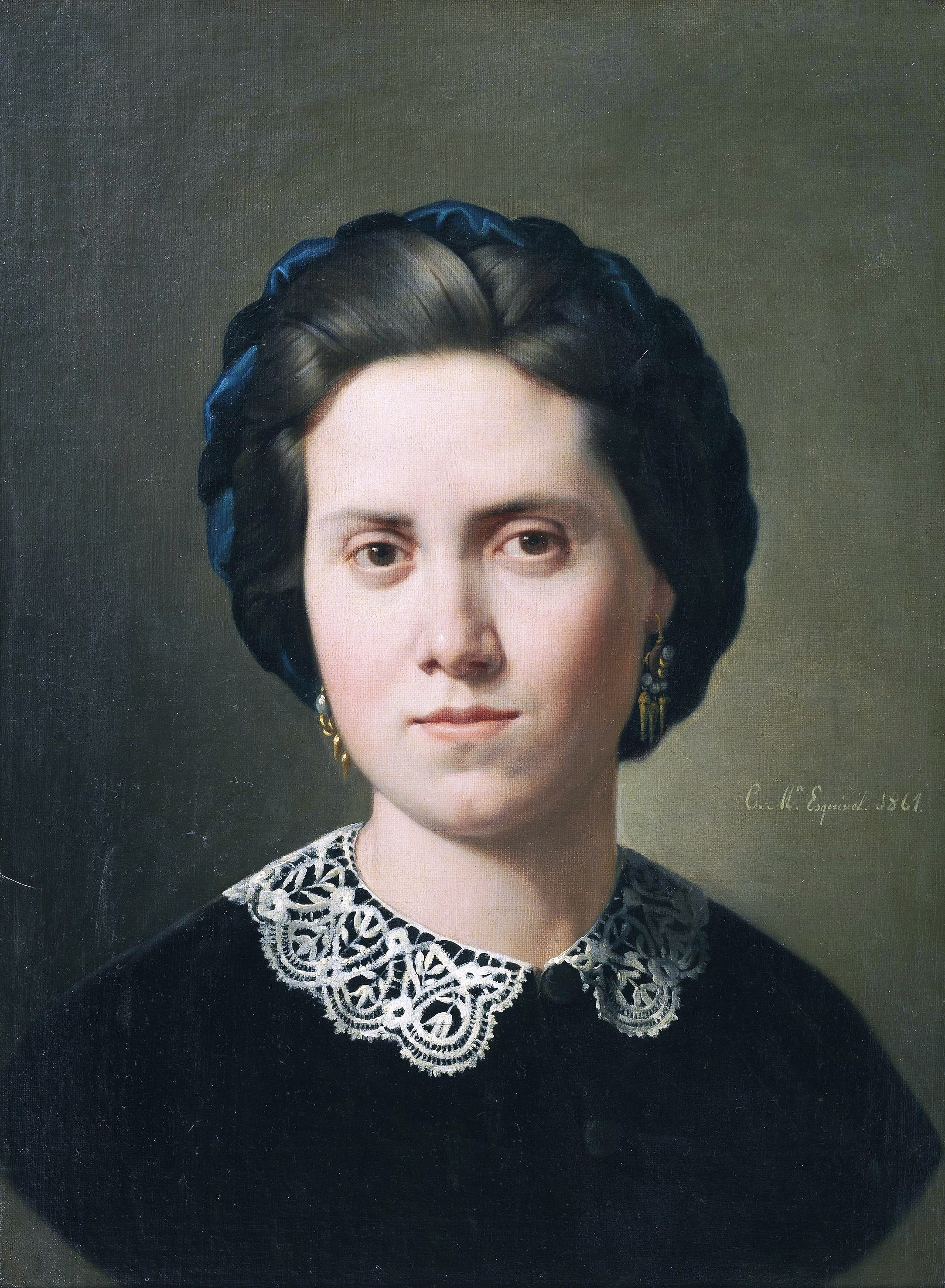
画家の妻の肖像画

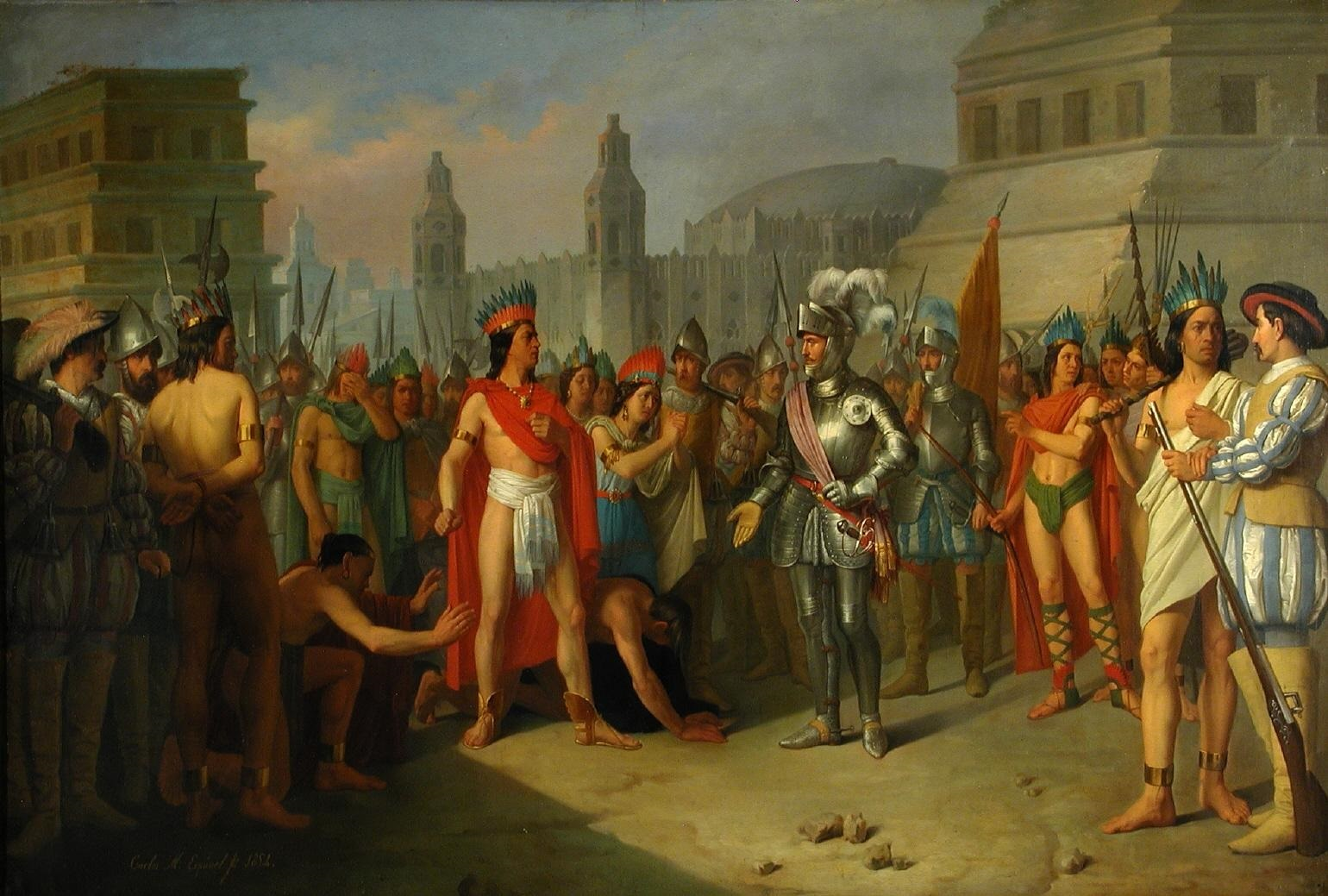
捕虜になるアステカのクアウテモック(1854)